# Polyscias tahitensis
Polyscias tahitensis är en araliaväxtart som först beskrevs av Jean Nadeaud, och fick sitt nu gällande namn av Hermann August Theodor Harms. Polyscias tahitensis ingår i släktet Polyscias och familjen araliaväxter. Inga underarter finns listade.